# 1677 en philosophie
Chronologie de la philosophie
- 1673
- 1674
- 1675
- 1676
- 1677
- 1678
- 1679
- 1680
- 1681

L’année 1677 a été marquée, en philosophie, par les événements suivants :

## Publications
- Géraud de Cordemoy : Discours sur la pureté de l'esprit et du corps et par occasion de la vie innocente et juste des premiers Chrétiens (1677)

- L'Éthique (en latin : Ethica - en forme longue Ethica Ordine Geometrico Demonstrata ou Ethica More Geometrico Demonstrata, littéralement « Éthique démontrée suivant l'ordre des géomètres »), œuvre philosophique de Spinoza rédigée en latin entre 1661 et 1675, publiée à sa mort en 1677 et interdite l'année suivante. Il s'agit sans doute de son ouvrage le plus connu et le plus important : son impact, entre autres sur les penseurs français, va grandissant depuis les années 1930.

- Giovanni Battista Della Porta, Della chirofisonomia, Antonio Bulifon, Napoli, 1677 (lire en ligne)

- Henry More : De anima.

- Charles de Saint-Évremond : 
  - Sur nos comédies, où l’auteur raille le nouveau genre de spectacle introduit en France.
  - Défense de quelques pièces de Corneille

## Décès
- 11 septembre 1677 (à 66 ans) à Westminster : James Harrington (né le 3 janvier 1611 à Upton, dans le Northamptonshire ) est un philosophe anglais, dont les conceptions républicaines ont eu une grande influence sur l'émergence des régimes représentatifs modernes.